# (3540) Protesilao
(3540) Protesilao es un asteroide que forma parte de los asteroides troyanos de Júpiter y fue descubierto por Freimut Börngen desde el Observatorio Karl Schwarzschild, en Tautenburg, Alemania, el 27 de octubre de 1973.

## Designación y nombre
Protesilao recibió al principio la designación de 1973 UF5.
Más adelante, en 1987, se nombró por Protesilao, un personaje de la mitología griega.

## Características orbitales
Protesilao orbita a una distancia media de 5,268 ua del Sol, pudiendo alejarse hasta 5,89 ua y acercarse hasta 4,646 ua. Su inclinación orbital es 23,3 grados y la excentricidad 0,1181. Emplea en completar una órbita alrededor del Sol 4417 días.

## Características físicas
La magnitud absoluta de Protesilao es 9,3 y el periodo de rotación de 8,945 horas.